# Petterstjärnen (Anundsjö socken, Ångermanland)
Petterstjärnen är en sjö i Örnsköldsviks kommun i Ångermanland och ingår i Ångermanälvens huvudavrinningsområde.